# Roosje Baudelaire
Roosje Baudelaire (Sunny Baudelaire in de originele reeks) is een personage uit de 13-delige boekenreeks Ellendige avonturen. Zij is in deze reeks een van de hoofdpersonages en de jongste van de 3 Baudelaire-wezen. In de film wordt ze vertolkt door Kara en Shelby Hoffman. Haar naam in de originele reeks, Sunny, is afgeleid van Sunny von Bülow.

## Biografie
Roosje heeft een oudere broer en zus. Violet is de oudste (14 in het begin van de serie, 16 aan het eind) en Claus is de middelste van de drie (12 in het begin, 14 aan het eind). Zelf is Roosje nog maar een baby, aan het einde van de serie is ze op z'n minst 2 jaar. In Het Doodenge Dorp zet ze haar eerste stapjes.
Violet is de uitvinder en Claus de lezer. Roosje houdt vooral van bijten. Vanaf De Koude Kermis blijkt Roosje bovendien van koken te houden en dit kan ze ook erg goed. Haar kookkunsten komen haar goed van pas, bijvoorbeeld als ze in Het Grimmige Gebergte voor Olaf en zijn bende een hele maaltijd kookt.

## Spraak
Roosje is nog maar een baby en kan, in tegenstelling tot de andere personages, nog niet praten. In plaats daarvan maakt ze geluidjes die door haar oudere zus en broer direct begrepen en vertaald worden. Bovendien staat in de boeken vaak vermeld wat Roosje bedoelt. In de film wordt haar babytaaltje ondertitel op een meer sarcastische wijze dan in het boek. Soms zijn de geluidjes die Roosje maakt ook echt namen of begrippen.
Hoewel Roosje steeds beter begint te spreken, ontwikkelt haar spraak zich nooit volledig in de serie. In het boek "The Beatrice Letters", nog niet naar het Nederlands vertaald, blijkt Roosje een kookprogramma op de radio te hebben. Op dat moment is haar spraakvermogen dus wel compleet ontwikkeld.